# Lola T70
La Lola T70 est une voiture de course développée par le constructeur britannique Lola Cars à partir de 1965 pour des courses d'endurance américaines.

## Historique

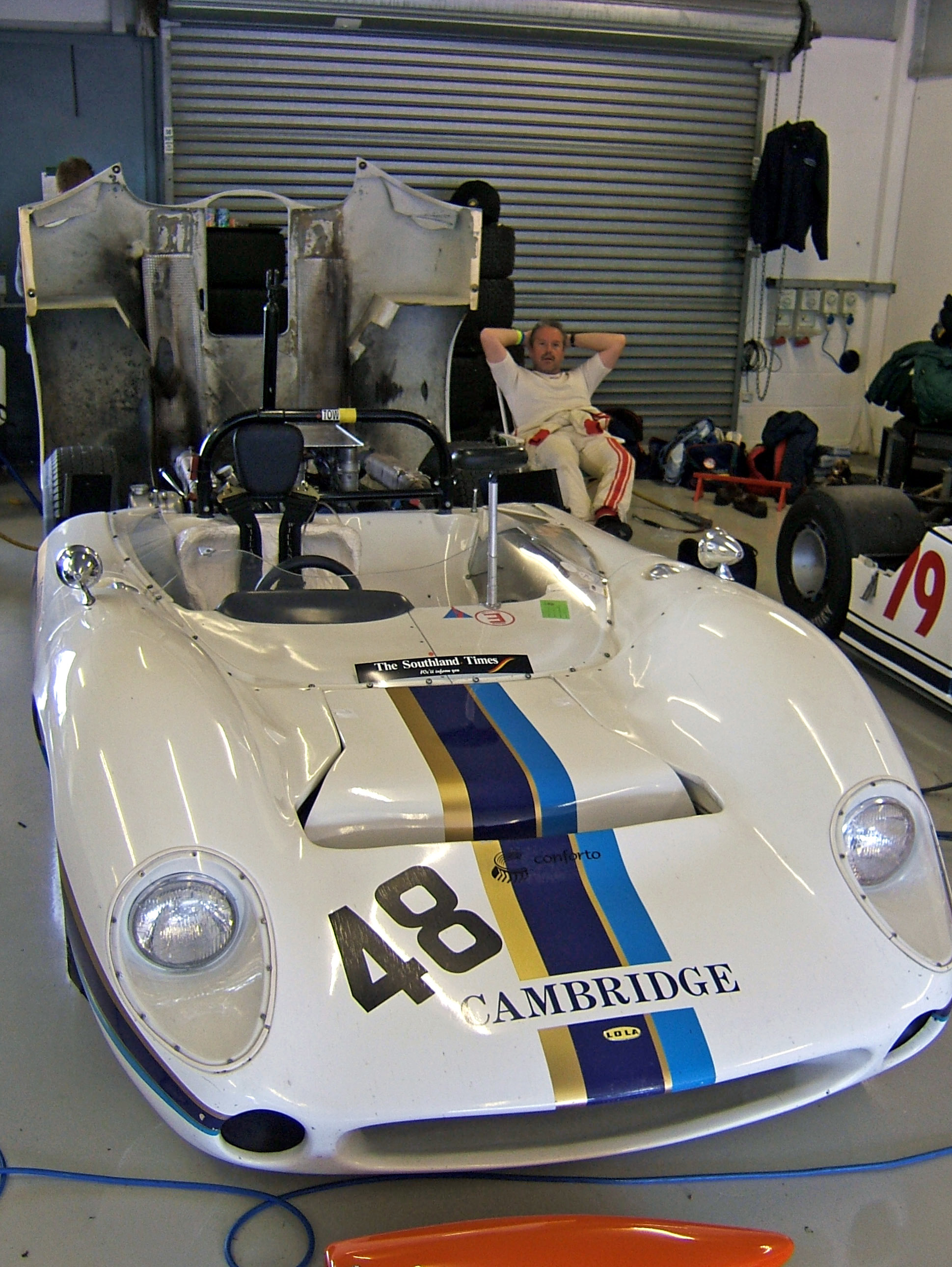
Lola T70 MkII Spyder

Elle est équipée d'un moteur V8 Chevrolet de 5,4 ou 6,2 litres, associé à une boîte à quatre ou cinq rapports. En 1966, alors que quinze voitures ont été vendues, la Lola T70 mk II est mise sur circuit. Elle remporte trois des six courses de la CanAm et consacre John Surtees.
D'autres courses sont remportées à travers le monde dans le domaine de l'endurance. Trente-deux voitures supplémentaires sont ensuite vendues. Deux ans plus tard, les prototypes voient leur cylindrée limitée à trois litres, sauf s'ils ont été fabriqués à cinquante exemplaires auquel cas la cylindrée est limitée à 5 litres. Le principal succès de la T70 Mk IIIB est alors un doublé aux 24 Heures de Daytona avec un V8 Chevrolet de 5 litres. Mais en 1969, le nombre de voitures à construire pour homologation descend à vingt-cinq, ce qui provoque les arrivées des Porsche 917 et Ferrari 512. La Lola T70 est alors dépassée, et Broadley prépare la T160 pour continuer l'aventure en Can-Am.
Aujourd'hui, on peut encore apercevoir la Lola T70 à l'occasion de courses rétrospectives internationales comme Le Mans Classic.
La Lola T70 apparaît dans le film THX 1138 de Georges Lucas, sorti en 1971.

## Palmarès
- Champion lors du premier challenge CanAm en 1966 avec John Surtees
- Vainqueur des 24 Heures de Daytona en 1969 avec le Penske Racing et les pilotes Mark Donohue et Chuck Parsons
- Vainqueur des 6 Heures de Watkins Glen en 1967 avec John Fulp et en 1968 avec Mark Donohue
- Vainqueur du RAC Tourist Trophy en 1966 et 1968 avec Denny Hulme et en 1969 avec Trevor Taylor
- Vainqueur des 1 000 kilomètres de Vila Real en 1970 avec Teddy Pilette et Gustave Gosselin
- Triplé au Mans Classic 2014 (en plateau 5 1966-1971)
- Triplé au Mans Classic 2016 (en plateau 5 1966-1971)

## Galerie

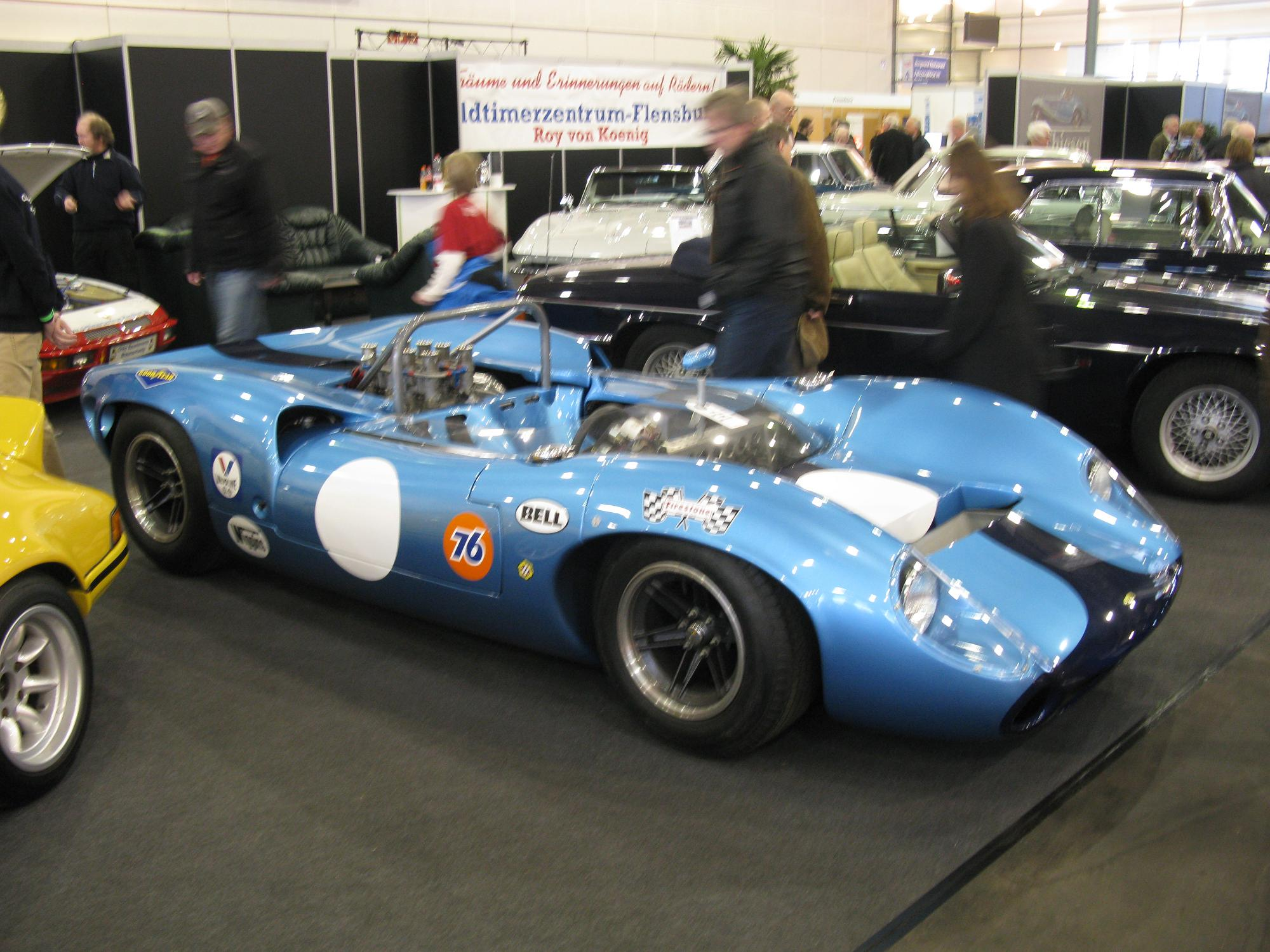
Lola T70 MkII.
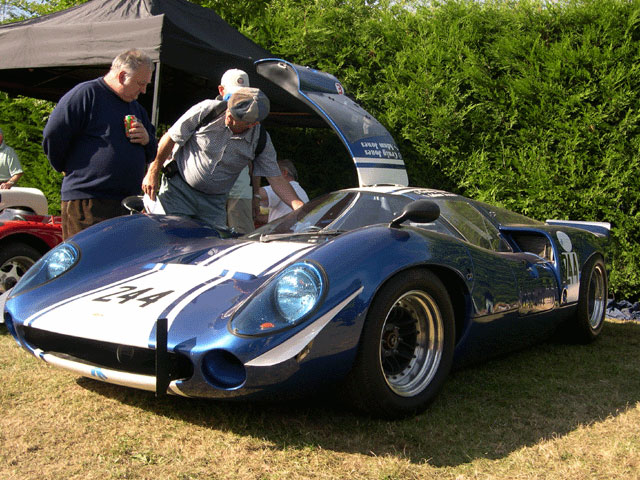
Lola T70 MkIII.
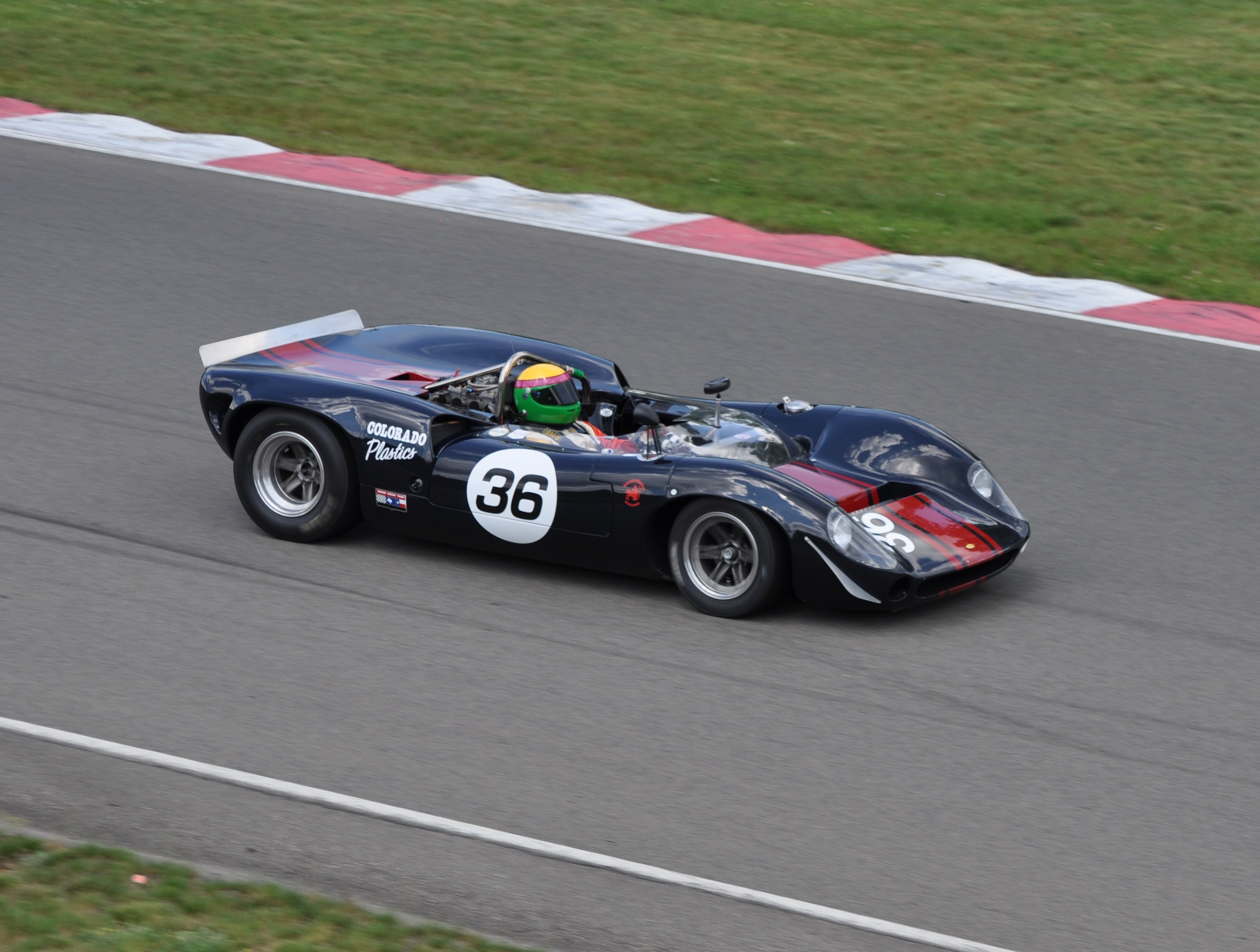
Lola T70 Spyder.
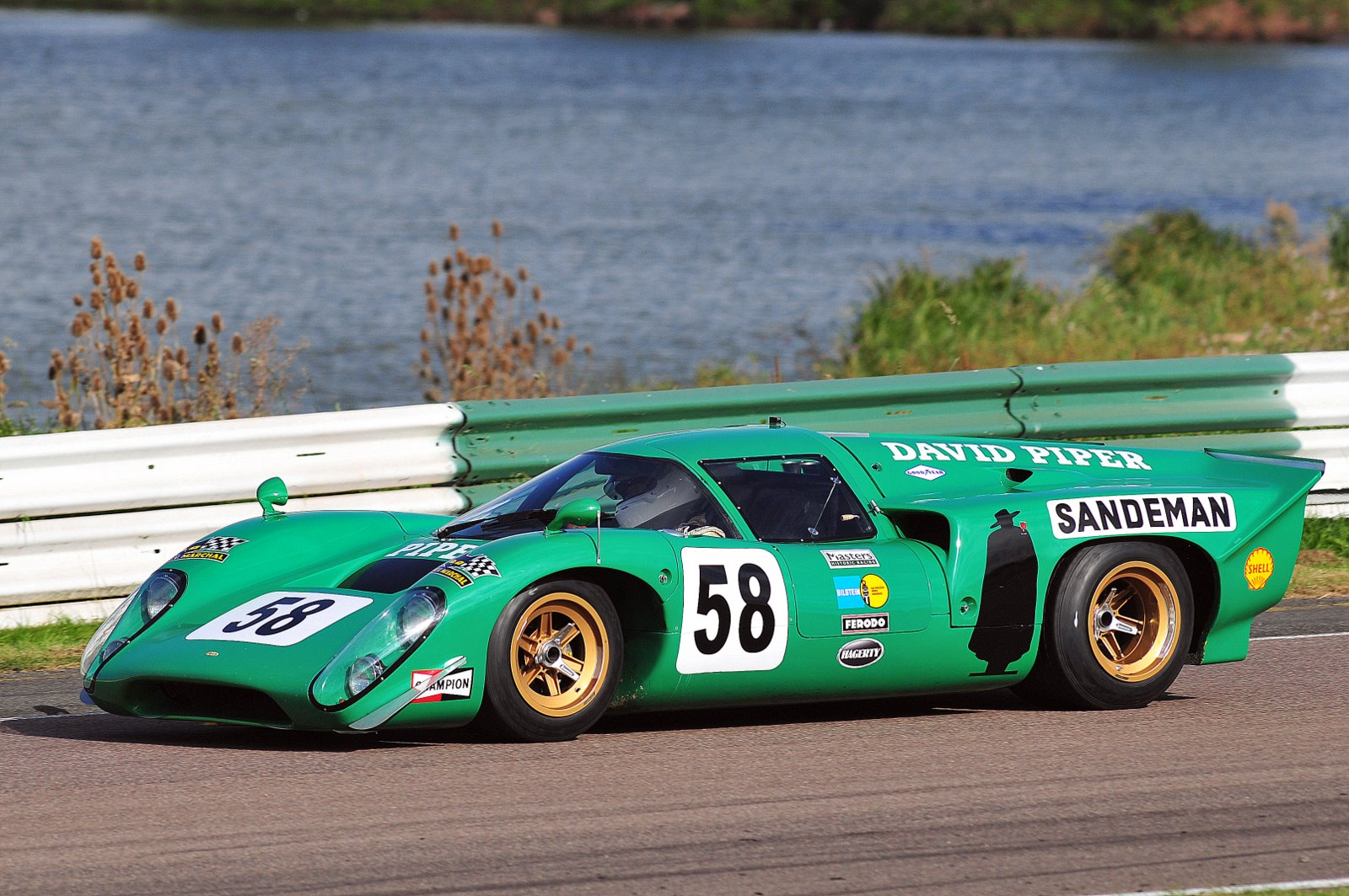
Lola T70 MkIIIb
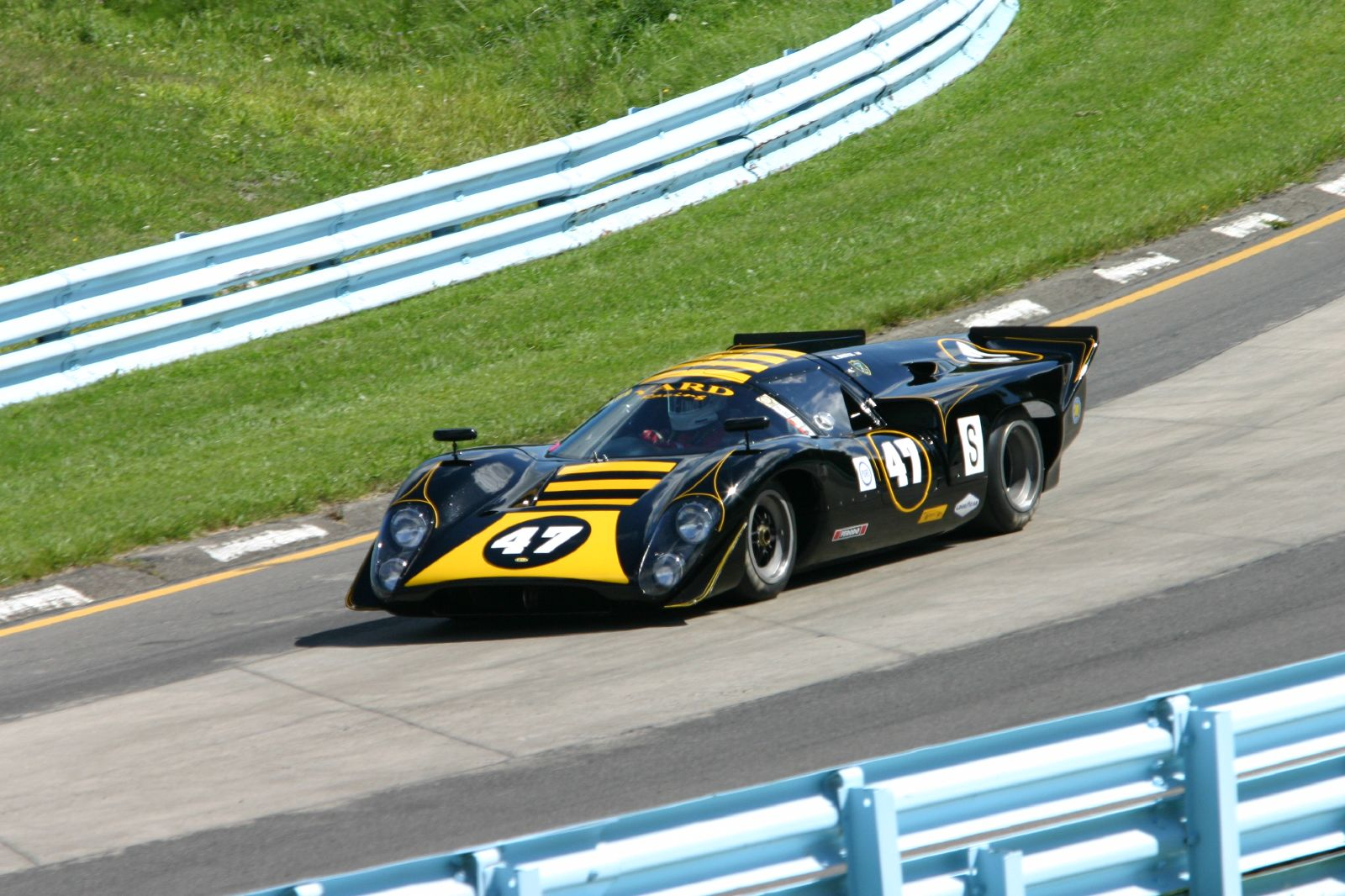
Une Lola T70 MkIIIb de 1969.